# Dublin, New Hampshire
Dublin är en kommun (town) i Cheshire County i delstaten New Hampshire, USA med 1 532 invånare (2020).